# Henri Bernard Beer
Henri Bernard Beer (* 7. April 1909 in Amsterdam; † 1994) war ein niederländischer Erfinder ohne akademische Ausbildung und akademische Grade (außer h. c.).
Beer arbeitete an diversen Forschungslaboratorien in Belgien, Deutschland, England und in den Niederlanden. Ab 1980 wirkte Beer als Managing Direktor der Science & Research Society in Essen (Belgien). Bereits 1925 meldete Beer sein erstes Patent an, inzwischen sind es über 700, bei denen er Erfinder oder Miterfinder ist. Das Interessengebiet von Henri Beer war weit gestreut und umfasst Technologien und Verfahren zur  Energieübertragung, Batterien, Agrartechnik und elektrochemischen Anlagen. Davon befassen sich etwa 400 Patente mit der Herstellung magnetischer Materialien (Ferrite) durch elektrochemische Co-Präzipitation. Die gute Eignung von Titan als Elektrodenmaterial und die die Entwicklung der mit Platin überzogenen Titanelektrode sowie deren Einsatz in der Chloralkalielektrolyse war Gegenstand seiner Arbeiten.